# Hans Peppler
Hans Peppler (5 juni 1883 — 20 december 1930) was een Duits acteur en regisseur.

## Biografie
Van het begin van de 20e eeuw tot het uitbreken van de Eerste Wereldoorlog was Peppler een toneelspeler en regisseur in steden als Głogów, Sondershausen en Hannover. Vlak na de oorlog werkte hij in Koningsbergen en Oost-Pruisen. 
Peppler verhuisde in 1924 naar Breslau, het huidige Wrocław, waar hij in diverse theaters werkte. In deze stad raakte hij bevriend met de acteur Peter Lorre. In augustus 1925 verhuisden beiden naar Zürich in Zwitserland. De twee speelden samen in tal van Europese theaters.
Hans Peppler speelde ook in enkele films, zoals de stomme film Sacco und Vanzetti (1927) en Brand in der Oper (1930). Zijn laatste filmrol was in 1914, die letzten Tage vor dem Weltbrand van Richard Oswald. De première op 21 januari 1931 maakte Peppler niet meer mee. Hij stierf op 20 december 1930 in Berlin-Wilmersdorf aan de gevolgen van een blindedarmoperatie.

## Filmografie
- 1927: Das Recht zu leben
- 1927: Im Schatten des elektrischen Stuhls
- 1927: Tingel-Tangel
- 1928: Andere Frauen
- 1930: Es gibt eine Frau, die Dich niemals vergißt
- 1930: Der König von Paris
- 1930: Brand in der Oper - Barcarole
- 1931: 1914, die letzten Tage vor dem Weltbrand

- Gemeinsame Normdatei: 1061427161
- Virtual International Authority File: 311621336